# Grant Fisher
Grant Fisher (nar. 22. dubna 1997) je americký atlet, běžec na středních a dlouhých tratích. V roce 2025 zaběhl dva halové světové rekordy na tratích 3000 metrů (7:22,91 min.) a 5000 metrů (12:44,09 min.). Je také majitelem dvou bronzových medailí z Olympijských her v Paříži (2024), a to v bězích na 5000 a 10 000 metrů.